# Eisenbahnunfall von Turenne
Bei dem Eisenbahnunfall von Turenne stürzte am 14. September 1932 ein Zug in der Nähe von Sabra (damals: Turenne), Algerien, in eine Schlucht ab. 120 Menschen starben.

## Ausgangslage
Ein Militärtransportzug beförderte in 33 Wagen 520 Angehörige der Fremdenlegion von Sidi bel Abbès nach Tlemcen. Die Strecke führt durch sehr bergiges Gelände. Es hatte stark geregnet.

## Unfallhergang
Der Regen hatte den Bahndamm aufgeweicht. Als der Zug einen Gleisbogen in 72 Metern Höhe über einer Schlucht befuhr, gab dieser nach. Die Lokomotive und 32 Wagen stürzten in die Schlucht. Nur der Begleitwagen des Zuges blieb im Gleis.

## Folgen
120 Menschen starben, 150 wurden darüber hinaus verletzt. Ein Schäfer war Zeuge des Unfalls und lief vier Kilometer durch unwegsames Gelände nach Turenne, um Alarm auszulösen. Die Bergungsarbeiten gestalteten sich sehr schwierig, da schweres Gerät nicht zur Verfügung stand, ein heißer Schirokko eingesetzt hatte und die Unfallstelle allein über die Bahntrasse erreichbar war.